# Гупијер (Ер)
Гупијер (фр. Goupillières) насеље је и општина у северној Француској у региону Горња Нормандија, у департману Ер која припада префектури Берне.
По подацима из 2011. године у општини је живело 791 становника, а густина насељености је износила 78,16 становника/km². Општина се простире на површини од 10,12 km². Налази се на средњој надморској висини од 149 метара (максималној 154 m, а минималној 71 m).

## Демографија
| 1962. | 1968. | 1975. | 1982. | 1990. | 1999. | 2011. |
| ----- | ----- | ----- | ----- | ----- | ----- | ----- |
| 623   | 624   | 608   | 656   | 655   | 654   | 791   |

График промене броја становника у току последњих година